# Eben-Ezer

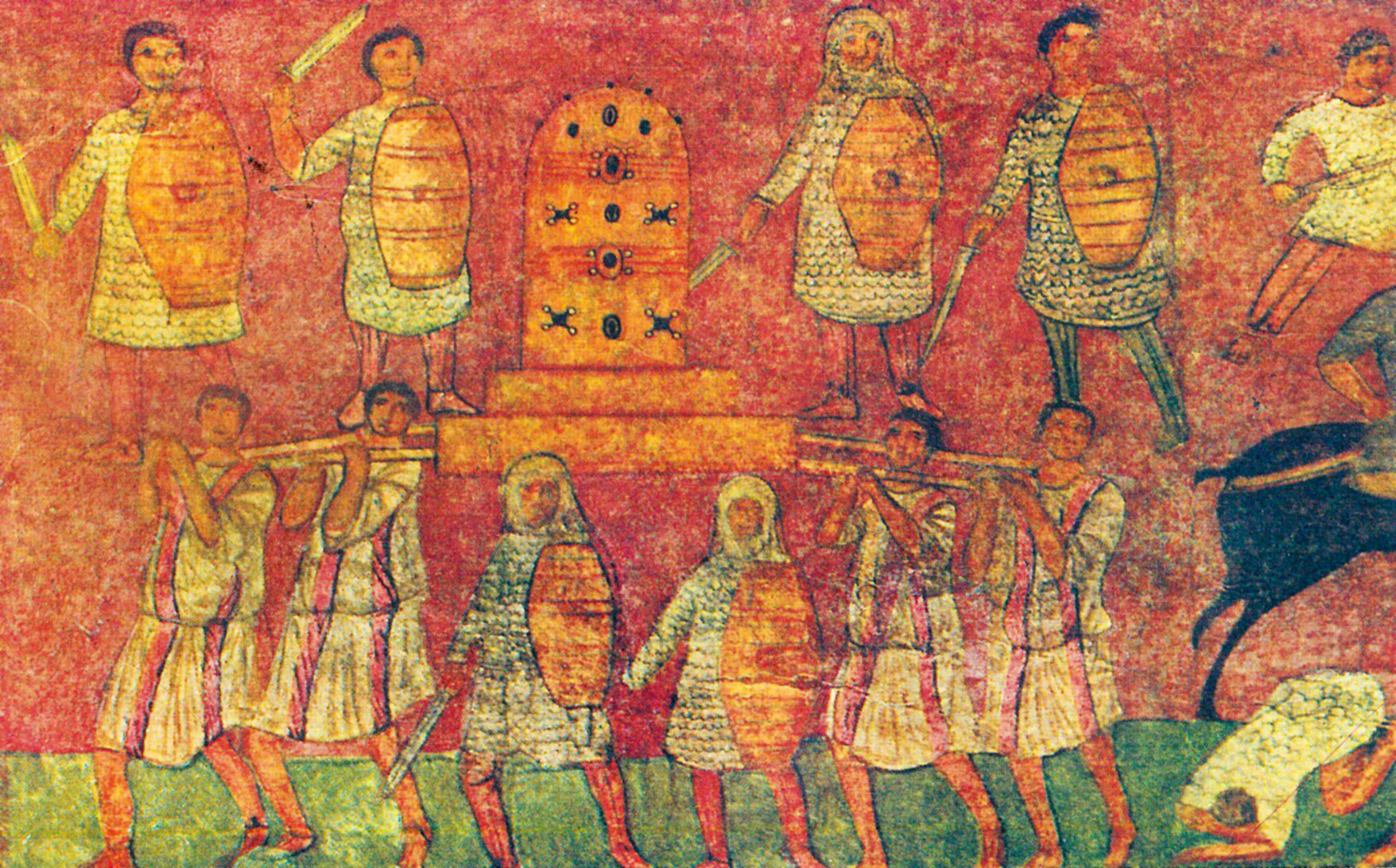
Captura da Arca da Aliança pelos filisteus na batalha de Eben-Ezer. Afresco na sinagoga de Dura Europo, ca. 250

Eben-Ezer ou Ebenézer (em hebraico: אֶבֶן הָעֵזֶר , romanizado: 'éḇen hā'ēzer , lit. 'a pedra da ajuda') é uma região de Canaã, onde acamparam-se exércitos durante as guerras entre Israel e os filisteus descritas no Livro de Samuel.
Antes da batalha, Israel acampou em Eben-Ezer, e os filisteus em Afeque. Os israelenses trouxeram de Siló a Arca da Aliança, mas os filisteus venceram a batalha, mataram 30.000 homens de Israel, inclusive Hofni e Fineias, filhos de Eli, e tomaram a Arca.

## Localização
Atualmente é aceito entre muitos arqueólogos e historiadores israelenses situar a Eben-Ezer da primeira narrativa nas vizinhanças da atual Kafr Qasim, perto de Antipatris (antiga cidade de Afeque), enquanto o local da segunda batalha é considerado insuficientemente bem-definido no texto bíblico. O outro local proposto é denominado "Isbet Sartah". Alguns estudiosos afirmam que havia mais de uma Afeque. C.R. Conder identificou a Afeque de Eben-Ezer com uma ruína (Khirbet) a cerca de 6 km distante de Dayr Aban (que se acredita ser Eben-Ezer), e conhecido pelo nome de Marj al-Fikiya; o nome al-Fikiya sendo uma variante etimológica árabe de Afeque. Eusébio, ao escrever sobre Eben-Ezer em seu Onomasticon, diz que é "o lugar de onde os gentios apreenderam a Arca, entre Jerusalém e Ascalão, perto da aldeia de Bethsamys (Beit Shemesh)", um local que corresponde com a identificação de Conder. O mesmo local, perto de Beth Shemesh, também foi identificado por Epifânio como sendo Eben-Ezer.